# A magyar szabadság napja
A magyar szabadság napján  Magyarország szuverenitásának 1991-es visszaszerzését ünnepeljük.
Az Országgyűlés 2001. május 8-án fogadta el a 2001. évi XVII. törvényt az ország szabadsága visszaszerzésének jelentőségéről és a magyar szabadság napjáról, amely a szovjet csapatok Magyarországról való kivonulásának emlékére június 19-ét nemzeti emléknappá, június utolsó szombatját pedig a magyar szabadság napjává nyilvánította.
2011-ben a magyar szabadság napja alkalmából elmondott ünnepi beszédében Gulyás Gergely, megemlítette, hogy „bár az utolsó szovjet katona, Viktor Silov altábornagy már június 19-én elhagyta az ország területét, de a két állam közötti egyezmény értelmében Magyarország szuverenitása csak 1991. június 30-val állt helyre”.
A magyar szabadság napját országszerte sok helyen ünneplik évente. Gödöllőn, az Alsóparkban a kivonulás első évfordulójára felállították Velekei József Lajos alkotását, a Világfát, azóta minden évben, június utolsó szombatján itt tartják az ünnepi megemlékezést.
A Magyar Szabadság Napja Alapítvány a millennium évében megalapította a Magyar Szabadságért díjat. Az elismerést olyan személyek kaphatják meg, akik az elmúlt évtizedekben nagyban hozzájárultak Magyarország függetlenségéhez, önállóságához, a magyarság megmaradását szolgáló alkotások létrehozásához.
A fővárosban 1991 óta Budapesti Búcsú elnevezésű rendezvénysorozattal emlékeznek a kivonulásra. Ilyenkor a közterületeken (Clark Ádám tér, Széchenyi István tér, Hősök tere, Kós Károly sétány) kulturális fesztivált, szabadtéri előadásokat, utcaszínházi műsorokat, komolyzenei koncerteket tartanak, az Óbudai-szigeten pedig lovas juniálist.